# Nomia nitens
Nomia nitens är en biart som beskrevs av Cockerell 1931. Nomia nitens ingår i släktet Nomia och familjen vägbin. Inga underarter finns listade i Catalogue of Life.